# 254 Avgusta
254 Avgusta (mednarodno ime 254 Augusta) je asteroid tipa S v glavnem asteroidnem pasu. 
Pripada družini asteroidov Avgusta.

## Odkritje
Asteroid je odkril avstrijski astronom Johann Palisa 31. marca 1886 na Dunaju . Poimenovan je po Augusti von Littrow, vdovi astronoma Carla Ludwiga von Littrowa (1811 – 1877), ki je tudi deloval na dunajskem observatoriju.

## Lastnosti
Asteroid Avgusta obkroži Sonce v 3,25 letih. Njegova tirnica ima izsrednost 0,121 nagnjena pa je za 4,515° proti ekliptiki. Njegov premer je 28,42 km, okoli svoje osi se zavrti v 6,0 h .